# Velký Máj
Velký Máj är ett berg i Tjeckien.   Det ligger i regionen Olomouc, i den östra delen av landet, 200 km öster om huvudstaden Prag. Toppen på Velký Máj är 1 384 meter över havet, eller 53 meter över den omgivande terrängen. Bredden vid basen är 0,78 km. Velký Máj ingår i Hrubý Jeseník.
Terrängen runt Velký Máj är huvudsakligen kuperad.Runt Velký Máj är det ganska tätbefolkat, med 149 invånare per kvadratkilometer. Närmaste större samhälle är Šumperk, 19,3 km sydväst om Velký Máj. I omgivningarna runt Velký Máj växer i huvudsak blandskog.